# Iufeni
Iufeni (fl. XVIII-XVII secolo a.C.) è stato il quinto faraone, secondo il Canone reale, della XIII dinastia egizia.

## Biografia
Sovrano citato solamente dal Canone Reale.
Allo stato attuale delle conoscenze (2009) l'unico riscontro archeologico potrebbe essere un sigillo ove il nome Iufeni è associato a quello di Antef.
Nella Sala degli antenati di Karnak è riportato (in riferimento al successore di Iufeni): Seankhibra Amenenhat, figlio di Antef, figlio di Ameny.
L'Ameny in questione potrebbe essere Ameny l'Asiatico, da molti identificato con Sankhtawy, se così fosse ciò confermerebbe l'errore dello scriba egizio che redasse il Canone Reale inserendo (posizione 6.8) il nome Sehetepibra tra Sankhtawy e Iufeni

## Liste Reali
| M17 | Z7 | I9 · N35 | A1 |

| M17 | Z7 | I9 · N35 | A1 |

| M17 | Z7 | I9 · N35 | A1 |

| M17 | Z7 | I9 · N35 | A1 |

| M17 | Z7 | I9 · N35 | A1 |

| M17 | Z7 | I9 · N35 | A1 |

| M17 | Z7 | I9 · N35 | A1 |

| M17 | Z7 | I9 · N35 | A1 |

| predecessore: Sehetepibra | Signore del Basso e dell'Alto Egitto | successore: Sankhibra |